# Boundary Country
Boundary Country ist eine historische Bezeichnung für einen Bezirk im Süden der kanadischen Provinz British Columbia, die – wie der Name nahelegt – an der Grenze (engl. boundary) zwischen Kanada und den Vereinigten Staaten liegt. Sie liegt östlich des Okanagan Valley und westlich des West Kootenay. Der Bezirk wird oft in die Beschreibung beider Regionen einbezogen, wird jedoch historisch als eigenständig betrachtet. Ursprünglich wurden auch die Kleinstädte Osoyoos und Oliver aus dem Süden des Okanagan einbezogen. Heute bezieht sich der Begriff auf die Täler von Kettle River, West Kettle River und Granby River sowie auf den Boundary Creek, den Rock Creek, den Christina Lake und ihre Zuflüsse, die sämtlich den Südabhang der Monashee Mountains entwässern. Der Begriff Boundary District kann sich wie auch Boundary Country außerdem auf den örtlichen Bergbaubezirk des British Columbia Ministry of Mines, Energy and Petroleum Resources beziehen.

## Geographie
Das Boundary Country umfasst die Unterläufe von West Kettle und Kettle River sowie den des Granby River. Der Granby und der Kettle vereinigen sich unmittelbar nördlich der Grenze bei Grand Forks, der größten Stadt und des Herzens des Boundary Country. Der Kettle überquert bei Midway die Grenze nahe des Zusammenflusses von Kettle und Boundary Creek, welche aus dem Galenit-reichen Becken des Boundary Creek kommen und in dem auch die Stadt Greenwood liegt. Ein kleiner Pass verbindet die Einzugsgebiete von Kettle River und Granby River, wo die Kleinstadt Grand Forks unmittelbar nördlich der Grenze liegt, und wo sich genau östlich die Resort-Gemeinde Christina Lake befindet.
Die wichtigste Gemeinde des West-Boundary-Gebiets ist Rock Creek, welche am Westrand der Region liegt, und wo der gleichnamige Bach in den Kettle River mündet. Das Gebiet ist reich an früheren Klein- und Mittelstädten, von denen die meisten nicht mehr bestehen und nahezu verschwunden sind, obwohl die Namen Kettle Valley, Boundary Falls, Anaconda, Phoenix und Eholt immer noch auf Karten erscheinen.

## Geschichte
Das Boundary Country war Teil des traditionellen Territoriums der Sinixt, eines Volkes der First Nations, das zur Sprachgruppe der Binnen-Salish (auch als Arrow-Lakes-Indianer bekannt) zählt. Die Sinixt wurden in den 1950er Jahren durch die kanadische Regierung für „ausgestorben“ erklärt, um Ziele des Indian Act erreichen zu können, als Stammesgruppe aber weiterhin geführt. Familien der Sinixt leben immer noch in der Region wie auch im benachbarten US-Bundesstaat Washington.
US-amerikanische Bergleute strömten 1859 während des Rock-Creek-Goldrausches über die Grenze. In den folgenden Jahren wurde der Dewdney Trail gebaut, und später, in einer Phase der Entdeckung und Industrialisierung, die reichen mineralischen Ressourcen des Gebiets, namentlich Kupfer, ausgebeutet. Kupfer bildete die industrielle Basis für die Entwicklung der Region. Es entstanden große Minen und Hüttenwerke, in deren Umgebung Bergbau-Camps und -Gemeinden gegründet wurden. Diese waren groß genug, um zwei Wahlkreise zu bilden, den Greenwood federal electoral district (für die Bundes-Wahlen) und den Grand Forks electoral district (für die Provinz-Wahlen). Mehrere Kleinstädte sind seitdem aus dem Gebiet verschwunden oder nicht mehr als solche erkennbar, darunter Eholt, Deadwood, Cascade Falls und Phoenix.

## Politik
Bundespolitisch gesehen ist das Boundary Country heute Teil des South Okanagan—West Kootenay electoral district. Historisch gesehen gehörte es ursprünglich von 1871 bis 1952 zum Yale federal electoral district und anschließend von 1952 bis 1966 zum Okanagan Boundary electoral district, von 1966 bis 1968 zum Okanagan—Kootenay electoral district und von 1997 bis 2015 zum British Columbia Southern Interior electoral district.
Das Boundary Country ist heute Teil des Boundary-Similkameen provincial electoral district. Zuvor gehörte es zum West Kootenay-Boundary provincial electoral district (2001–2009), zum Okanagan-Boundary provincial electoral district (1991–1996), zum Boundary-Similkameen provincial electoral district (1963–1991) und zum Grand Forks-Greenwood provincial electoral district (1924–1963). Von 1903 bis 1924 gehörte es zu zwei Wahlbezirken, dem Greenwood provincial electoral district und dem Grand Forks provincial electoral district, die beide aus der Neuverteilung des West Kootenay South provincial electoral district (nur 1894 gebildet) und des West Kootenay provincial electoral district (nur 1890 gebildet) entstanden. Ursprünglich war es Teil des Kootenay provincial electoral district.
Das Boundary Country gehört heute zum Regional District of Kootenay Boundary.

## Klima
Rock Creek, Midway, Grand Forks, Westbridge und Christina Lake erfreuen sich eines semi-ariden Klimas mit ziemlich geringem Niederschlag, milden Wintern und heißen Sommern. Die Gemeinden der höheren Lagen wie Greenwood, Beaverdell, Carmi, Christian Valley und Bridesville können auch als semi-arid angesehen werden, weisen jedoch niedrigere Temperaturen und höhere Niederschläge auf, die teilweise als Schnee fallen. Das Boundary Country weist insgesamt ein ähnliches Klima wie das unmittelbar westlich gelegene Okanagan Valley auf.

## Gemeinden
Die größte Stadt der Region ist Grand Forks mit einer Einwohnerzahl von fast 4.000; etwa 10.000 Menschen leben in Stadt und Umland. Die eingegliederten (engl. incorporated) Gemeinden im Boundary Country sind die Städte Grand Forks und Greenwood sowie das Dorf Midway. Nicht eingegliederte (engl. unincorporated) Gemeinden sind Bridesville, Rock Creek, Westbridge, Christian Valley, Beaverdell, Carmi, Kettle Valley, Anaconda, Christina Lake und Cascade. Während der Blütezeit der Hüttenwerke und des Eisenbahnbaus war Phoenix gleichfalls als Stadt eingegliedert, aber nur Greenwood und Grand Forks haben ihren Stadt-Status erhalten können, wobei Greenwood stolz den Status der „kleinsten Stadt Kanadas“ verteidigt.